# الکسی مارچنکو
الکسی مارچنکو (روسی: Алексей Игоревич Марченко؛ زادهٔ ۲ ژانویهٔ ۱۹۹۲) بازیکن هاکی روی یخ اهل روسیه است.
وی همچنین برندهٔ جوایزی همچون نشان دوستی شده‌است.